# Donald Moffat
Pour les articles homonymes, voir Moffat.
Donald Moffat, né le 26 décembre 1930 à Plymouth, (Angleterre, Royaume-Uni), et mort le 20 décembre 2018 à Sleepy Hollow, (État de New York, États-Unis),  est un acteur britannico-américain.

## Biographie

### Jeunesse et formations
Né à Plymouth dans le Devon, Donald Moffat est fils unique de Kathleen Mary (née Smith) et de Walter George Moffat, agent d’assurance. Ses parents dirigeaient une pension à Totnes. Après des études à l’école locale King Edward VI et un service national dans l’armée de terre, il suit une formation à la Royal Academy of Dramatic Art de Londres,.

### Carrière
Donald Moffat commence sa carrière comme acteur de théâtre à Londres, dans la compagnie de l'Old Vic.
Il part s'installer aux États-Unis, où il travaille d'abord comme barman et bûcheron dans l'Oregon, l'État d'origine de son épouse. Mais, selon ses dires, « au bout de six mois, je me suis rendu compte que j'étais un acteur et que je le serais toujours. Et le propre d'un acteur c'est de jouer. J'ai donc recommencé à jouer ». Il est engagé en tant qu'acteur à Princeton, dans le New Jersey. Dans le même temps, il exerce la profession de menuisier et sa femme fait du repassage pour compléter son salaire de vingt-cinq dollars par semaine.
Il rejoint l'Association des artistes producteurs (APA), une compagnie de répertoire de Broadway. Il est nommé pour un Tony du meilleur acteur dans une pièce de théâtre en 1967 pour ses rôles dans Le Canard sauvage (The Wild Duck) d'Ibsen et À chacun sa vérité (Right You Are If You Think You Are) de Pirandello.
Il est nommé aux Drama Desk Awards dans la catégorie meilleur acteur de théâtre (« Outstanding Actor in a Play ») pour son travail dans Play Memory (1984) et dans la catégorie meilleur acteur dans un premier rôle (« 0utstanding featured Actor ») dans la reprise du Marchand de glace est passé (The Iceman Cometh, 1986) d'Eugene O'Neill, où il a Jason Robards pour partenaire. Il remporte un Obie pour Painting Churches de Tina Howe. Il apparaît également dans de nombreuses pièces de théâtre de Broadway et off-Broadway, dont A Few Stout Individuals de John Guare – dans le rôle d'Ulysses S. Grant, Painting Churches, The Heiress, La Cerisaie (The Cherry Orchard), Beaucoup de bruit pour rien (Much Ado About Nothing), L'École de la médisance (The School for Scandal), The Affair et Hamlet.
Au cinéma, il interprète notamment Garry, le chef de la station polaire, dans The Thing de John Carpenter (1982), Lyndon B. Johnson dans L'Étoffe des héros (The Right Stuff) de Philip Kaufman (1983), et le président corrompu des États-Unis dans Danger immédiat (Clear and Present Danger) de Phillip Noyce (1994).
Pour la télévision, il joue Rem, un robot androïde, dans la série de science-fiction de CBS L'Âge de cristal (Logan's Run, 1977-1978), le révérend Lars Lundstrom dans le drame d'ABC The New Land (1974), et Enos dans la mini-série western de CBS The Chisholms (1979-1980). Dans les années 1990, il est également apparu dans Les Chroniques de San Francisco (Tales of the City, 1993), où sa performance en tant qu'Edgar Halcyon, cadre mourant, lui a valu de nombreux nouveaux fans, Docteur Quinn, femme médecin (Dr. Quinn, Medicine Woman, 1993-1998), et dans À la Maison-Blanche (The West Wing, 1999-2006). En 1998, il est nommé au Prix Gemini du meilleur acteur pour son interprétation de l'avocat Joe Ruah dans la minisérie de la CBC, The Sleep Room. L'un de ses derniers rôles est celui du commissaire du baseball Ford Frick dans le téléfilm HBO, 61* (2001). En revanche, son dernier rôle est celui du juge dans un épisode de New York, cour de justice (Law and Order : Trial by Jury) en 2005.
Après presque cinquante ans de carrière, il prend sa retraite en 2005.

### Mort
Donald Moffat est décédé le 20 décembre 2018 à Sleepy Hollow à New York des suites d'un accident vasculaire cérébral à l'âge de 87 ans.

### Vie privée
Donald Moffat a été marié à l'actrice Anne Murray ; ils ont une fille, Wendy, et un fils, Gabriel. Il épouse ensuite l'actrice Gwen Arner.

## Filmographie

### Cinéma
- 1956 : La Bataille du Rio de la Plata (The Battle of the River Plate) de Michael Powell et Emeric Pressburger : Swanston, Look Out, HMS Ajax
- 1968 : Rachel, Rachel de Paul Newman : Niall Cameron
- 1970 : R.P.M. de Stanley Kramer : Perry Howard
- 1972 : La Légende de Jesse James (The Great Northfield Minnesota Raid) de Philip Kaufman : Manning
- 1972 : The Trial of the Catonsville Nine de Gordon Davidson : Thomas Melville
- 1973 : Duel dans la poussière (Showdown) de George Seaton : Art Williams
- 1974 : L'Homme terminal (The Terminal Man) de Mike Hodges : Dr Arthur McPherson
- 1974 : Tremblement de terre (Earthquake) de Mark Robson : Dr Harvey Johnson
- 1978 : Land of No Return de Kent Bateman : le contrôleur du trafic aérien
- 1979 : Promises in the Dark de Jerome Hellman : Dr Walter McInerny
- 1980 : On the Nickel de Ralph Waite: Sam
- 1980 : Health de Robert Altman: le colonel Cody
- 1980 : Popeye de Robert Altman : le percepteur
- 1981 : The White Lions de Mel Stuart : Vreeland
- 1982 : The Thing de John Carpenter : Garry
- 1983 : L'Étoffe des héros (The Right Stuff) de Philip Kaufman : Lyndon B. Johnson
- 1985 : Alamo Bay de Louis Malle : Wally
- 1986 : La Dernière Passe (The Best of Times) de Roger Spottiswoode : le colonel
- 1987 : Monster in the Closet de Bob Dahlin : le général Turnbull
- 1988 : L'Insoutenable Légèreté de l'être (The Unbearable Lightness of Being) de Philip Kaufman : le chirurgien en chef
- 1988 : Far North de Sam Shepard: oncle Dane
- 1989 : Music Box de Costa Gavras : Harry Talbot
- 1990 : Le Bûcher des vanités (The Bonfire of the Vanities) de Brian De Palma : Mr McCoy
- 1991 : Affaire non classée (Class Action) de Michael Apted : Fred Quinn
- 1991 : À propos d'Henry (Regarding Henry) de Mike Nichols : Charlie Cameron
- 1992 : Fais comme chez toi ! (HouseSitter) de Frank Oz : George Davis
- 1994 : Danger immédiat (Clear and Present Danger) de Phillip Noyce : le président Bennett
- 1994 : Descente à Paradise (Trapped in Paradise) de George Gallo : Clifford Anderson
- 1995 : Assassins : le prêtre
- 1996 : Just in Time : Ernie
- 1996 : Étoile du soir (The Evening Star) de Robert Harling : Hector Scott
- 1997 : A Smile Like Yours de Keith Samples : Dr Felber
- 1998 : The Sleep Room : Joseph Rauh
- 1999 : Cookie's Fortune : Jack Palmer

### Télévision
- 1968 : Of Mice and Men de Ted Kotcheff (téléfilm, d'après Des souris et des hommes de John Steinbeck) : Slim
- 1968 : On ne vit qu'une fois (One Life to Live) (série) : Dr Marcus Polk n° 1 (1968-1969)
- 1971 : The Devil and Miss Sarah : Appleton
- 1974 : A Touch of the Poet : Jamie Cregan
- 1974 : Rex Harrison Presents Stories of Love : Fred
- 1974 : The New Land (série) : le révérend Lundstrom
- 1975 : Forget-Me-Not-Lane : Charles Bisley
- 1976 : L'Appel de la forêt (Call of the Wild) : Simpson
- 1977 : Waiting for Godot : Estragon
- 1977 : Eleanor and Franklin: The White House Years : Harry Hopkins
- 1977 : Exo-Man : Rogers
- 1977 : Mary White : Sir James Barrie
- 1977 : L'Âge de cristal (Logan's Run) : Rem
- 1977 : L'Homme qui valait 3 milliards : Lester Burstyn (Saison 3, épisode 9)
- 1978 : La Petite Maison dans la prairie : Nathaniel Mears (saison 4, épisode 17)
- 1978 : Tartuffe : Tartuffe
- 1978 : Sergeant Matlovich vs. the U.S. Air Force : le colonel Benton
- 1978 : The Word (série) : Henri Aubert
- 1978 : The Gift of Love : William Schuyler
- 1979 : Strangers: The Story of a Mother and Daughter : Wally Ball
- 1979 : Ebony, Ivory et Jade (Ebony, Ivory and Jade) : Ian Cabot
- 1979 : Victime (Mrs. R's Daughter) : Frank Randell
- 1980 : The Long Days of Summer : Josef Kaplan
- 1981 : Jacqueline Bouvier Kennedy (en) : Hugh Auchincloss
- 1982 : A House Divided: Denmark Vessey's Rebellion
- 1983 : Who Will Love My Children? (en) : Dick Thomas
- 1983 : À l'œil nu (Through Naked Eyes) : Patrolman
- 1983 : Wagner, série télévisée de Tony Palmer : le narrateur (voix)
- 1984 : L'Amour brisé (License to Kill) : Webster
- 1986 : Houston: The Legend of Texas: le colonel John Allen
- 1987 : Desperado : Malloy, le père de Nora
- 1987 : When the Time Comes: Harold
- 1988 : Necessary Parties : Grampa Mills
- 1988 : La Mémoire dans la peau (The Bourne Identity) : David Abbott
- 1989 : La Croix de feu (Cross of Fire)
- 1990 : Kojak: Flowers for Matty
- 1990 : A Son's Promise : Paw Paw
- 1990 : Kaléidoscope (Kaleidoscope) : Arthur Patterson
- 1991 : The Great Pretender : Milner
- 1991 : Babe Ruth : Jacob Ruppert
- 1992 : Columbo - A chacun son heure (Columbo: No Time to Die) : Sheldon Hays
- 1992 : Jeux d'influence (en) (Teamster Boss: The Jackie Presser Story) : O'Connell
- 1992 : Majority Rule : Walter Simms
- 1993 : Les Chroniques de San Francisco (Tales of the City) (série) : Edgar Halcyon
- 1993 : La Garce (Love, Cheat & Steal) : Frank Harrington
- 1994 : Is There Life Out There? : Grandpa Walter
- 1997 : Docteur Quinn, femme médecin : Walt Whitman
- 2000 : Bull : Robert Roberts
- 2001 : 61* : Ford Frick